# Rohilla
Rohilla o Rohila fou un grup afganès format de persones amb orígens tribals diversos, originaris de la regió de Roh i establert a Katehr (part de l'actual Uttar Pradesh a l'Índia), que dels seus nous habitants, els rohilles o rohiles, va agafar el nom de Rohilkhand.